# Mistrzostwa Unii Europejskiej w Boksie 2005
Mistrzostwa Unii Europejskiej w Boksie 2005 – były 3. edycją MUE w boksie amatorskim mężczyzn, które odbyły się w dniach 4–15 czerwca 2005 we włoskim Cagliari.

## Medaliści
| Kat. wagowa                    |                    |                 |                                    |
| ------------------------------ | ------------------ | --------------- | ---------------------------------- |
| Waga papierowa (– 48 kg)       | Alfonso Pinto      | Iulius Poczo    | Krastan Krastanow Łukasz Maszczyk  |
| Waga musza (– 51 kg)           | Sofiane Takoucht   | Andrzej Rżany   | Salim Salimow Don Broadhurst       |
| Waga kogucia (– 54 kg)         | Detelin Dalakliew  | Daniel Enache   | Özgür Yıldırım Wilhelm Gratschow   |
| Waga piórkowa (– 57 kg)        | Aleksiej Szajdulin | Daouda Sow      | Vasile Sandu Andrzej Liczik        |
| Waga lekka (– 60 kg)           | Domenico Valentino | Krzysztof Szot  | Filip Palić Frankie Gavin          |
| Waga lekkopółśrednia (– 64 kg) | Gyula Káté         | Carmine Cirillo | Önder Şipal Michał Starbała        |
| Waga półśrednia (– 69 kg)      | Neil Perkins       | István Szil     | Borna Katalinić Aleksandrs Sotniks |
| Waga średnia (– 75 kg)         | Nikolajs Grišuņins | Gary Barr       | Artur Zwarycz Roland Gavril        |
| Waga półciężka (– 81 kg)       | Kenneth Egan       | Marijo Šivolija | István Szűcs Tony Jeffries         |
| Waga ciężka (– 91 kg)          | Clemente Russo     | Lukáš Viktora   | Vedran Đipalo Aleksander Powernow  |
| Waga superciężka (+ 91 kg)     | Roberto Cammarelle | Kubrat Pulew    | Csaba Kurtucz Kurban Günebakan     |